# Formula 3000 inglese 1991
La stagione 1991 della F3000 inglese (1991 British F3000 Championship) fu corsa su 11 gran premi e fu la terza della serie.  Fu vinta da Paul Warwick, fratello di Derek Warwick, su Reynard 90D-Cosworth. Il titolo fu assegnato postumo in quanto il pilota britannico morì nel corso della gara 5 sul Circuito di Oulton Park.

## Piloti e team
| Team                           | Telaio                                    | Numero | Pilota             | Gare        |
| ------------------------------ | ----------------------------------------- | ------ | ------------------ | ----------- |
| Mansell Madgwick International | Reynard 90D-Cosworth                      | 1      | Paul Warwick       | 1-5         |
| Mansell Madgwick International | Reynard 90D-Mugen                         | 2      | Marco Greco        | Tutte       |
| Mansell Madgwick International | Reynard 90D-Cosworth                      | 18     | Harald Huysman     | 1           |
| Mansell Madgwick International | Reynard 90D-Cosworth                      | 18     | Carlos Guerrero    | 3           |
| Mansell Madgwick International | Reynard 90D-Cosworth                      | 18     | Chris Goodwin      | 4           |
| Mansell Madgwick International | Reynard 90D-Cosworth                      | 18     | Jason Elliot       | 8-11        |
| GJ Bromley                     | Reynard 90D-Cosworth                      | 3      | Giovanna Amati     | 1-2         |
| GJ Bromley                     | Reynard 90D-Cosworth                      | 3      | Chris Goodwin      | 3           |
| GJ Bromley                     | Reynard 90D-Cosworth                      | 3      | Dave Coyne         | 4-11        |
| GJ Bromley                     | Reynard 90D-Cosworth                      | 5      | Alain Plasch       | Tutte       |
| GJ Bromley                     | Reynard 90D-Cosworth                      | 9      | Chris Goodwin      | 5           |
| AJS/GP Motorsport              | Lola T90/50-Cosworth                      | 4      | Fredrik Ekblom     | Tutte       |
| McNeill Engineering            | Lola T89/50-Cosworth Reynard 90D-Cosworth | 6      | Robbie Stirling    | 1-6         |
| McNeill Engineering            | Reynard 90D-Cosworth                      | 6      | Eugene O'Brien     | 7-11        |
| McNeill Engineering            | Lola T89/50-Cosworth                      | 15     | Mercedes Stermitz  | 5           |
| CaneCordy Motorsport           | Lola T90/50-Cosworth                      | 7      | Julian Westwood    | Tutte       |
| Omegaland                      | Reynard 90D-Cosworth                      | 10     | Jérôme Policand    | Tutte       |
| Omegaland                      | Reynard 90D-Cosworth                      | 16     | Mark Newman        | 2-3         |
| Omegaland                      | Reynard 90D-Cosworth                      | 16     | David Button       | 4           |
| Cobra Motorsport               | Reynard 89D-Cosworth                      | 10     | Alain Menu         | 7           |
| Cobra Motorsport               | Reynard 89D-Cosworth                      | 11     | António Simões     | 10          |
| Cobra Motorsport               | Reynard 90D-Cosworth                      | 23     | Tim Sugden         | 2           |
| Cobra Motorsport               | Reynard 90D-Cosworth                      | 23     | José Luis di Palma | 5-11        |
| Cobra Motorsport               | Reynard 90D-Cosworth                      | 25     | Harald Huysman     | 3-5         |
| Cobra Motorsport               | Reynard 90D-Cosworth                      | 25     | Gimax Jr.          | 6           |
| Cobra Motorsport               | Reynard 90D-Cosworth                      | 25     | Luigi Giorgio      | 10          |
| Cobra Motorsport               | Reynard 90D-Cosworth                      | 25     | Steve Bottoms      | 11          |
| Superpower                     | Lola T90/50-Cosworth                      | 11     | Phil Andrews       | Tutte       |
| Superpower                     | Lola T90/50-Cosworth                      | 12     | Richard Dean       | Tutte       |
| GA Motorsport                  | Reynard 90D-Cosworth                      | 14     | Amato Ferrari      | 1-3         |
| GA Motorsport                  | Reynard 90D-Cosworth                      | 15     | Thierry Delubac    | 1           |
| GA Motorsport                  | Reynard 90D-Cosworth                      | 15     | Perry McCarthy     | 3           |
| Oreca Racing                   | Reynard 90D-Cosworth                      | 17     | Frédéric Gosparini | Tutte       |
| GP Motorsport                  | Leyton House 90B-Cosworth                 | 19     | David Button       | 2           |
| Berkely Team SCI               | Reynard 90D-Cosworth                      | 20     | Ranieri Randaccio  | 2, 4-5, 8-9 |
| Berkely Team SCI               | Reynard 90D-Cosworth                      | 20     | Mirko Savoldi      | 6-7, 10     |
| Terrapol Durango               | Lola T90/50-Cosworth Reynard 90D-Cosworth | 21     | Gimax Jr.          | 1-3, 4-5    |
| Terrapol Durango               | Reynard 90D-Cosworth                      | 21     | Marco Spiga        | 11          |
| Terrapol Durango               | Reynard 90D-Cosworth                      | 21/22  | Guido Basile       | 8-10        |
| Terrapol Durango               | Reynard 90D-Cosworth                      | 22     | Luigi Giorgio      | 1           |
| JR Motorsport                  | Reynard 89D-Cosworth                      | 24     | Johan Raijamäki    | 4, 6-7, 10  |
| Alan Langridge                 | Reynard 90D-Cosworth                      | 26     | Mirko Savoldi      |             |
| Alan Langridge                 | Reynard 90D-Cosworth                      | 26/28  | Gary Ayles         | 6           |
| Alan Langridge                 | Reynard 90D-Cosworth                      | 26/28  | Luigi Giorgio      | 10          |
| Alan Langridge                 | Reynard 90D-Cosworth                      | 28     | Mark Newman        | 1, 2 ,4     |
| Alan Langridge                 | Reynard 90D-Cosworth                      | 28     | Kenny Bräck        | 5           |
| Alan Langridge                 | Reynard 90D-Cosworth                      | 28     | Laurent Daumont    | 11          |
| Phoenix Racing                 | Reynard 90D-Cosworth                      | 27     | Peter Olsson       | 6-11        |

## Risultati e classifiche

### Risultati
| Gara | Circuito            | Data         | Giri | Distanza            | Tempo    | Pole Position   | GPV             | Pilota vincitore |
| ---- | ------------------- | ------------ | ---- | ------------------- | -------- | --------------- | --------------- | ---------------- |
| 1    | Oulton              | 29 marzo     | 30   | 30x4,456=133,688 km | 41:02.58 | Paul Warwick    | Paul Warwick    | Paul Warwick     |
| 2    | Donington Park      | 28 aprile    | 30   | 30x4,023=120,701 km | 42:14.85 | Paul Warwick    | Phil Andrews    | Paul Warwick     |
| 3    | Brands Hatch (Indy) | 12 maggio    | 60   | 60x1,936=116,2 km   | 39:54.56 | Paul Warwick    | Paul Warwick    | Paul Warwick     |
| 4    | Brands Hatch (Indy) | 30 giugno    | 60   | 60x1,840=110,409 km | 37:49.23 | Paul Warwick    | Paul Warwick    | Paul Warwick     |
| 5    | Oulton              | 21 luglio    | 23   | 23x4,456=102,494 km | 31:19.36 | Paul Warwick    | Paul Warwick    | Paul Warwick     |
| 6    | Snetterton          | 4 agosto     | 36   | 36x3,144=113,092 km | 37:14.21 | Phil Andrews    | Dave Coyne      | Dave Coyne       |
| 7    | Thruxton            | 11 agosto    | 33   | 33x3,791=125,123 km | 35:56.46 | Julian Westwood | Dave Coyne      | Dave Coyne       |
| 8    | Donington Park      | 1º settembre | 39   | 39x3,149=122,83 km  | 40:18.61 | Fredrik Ekblom  | Fredrik Ekblom  | Fredrik Ekblom   |
| 9    | Brands Hatch        | 8 settembre  | 27   | 27x4,185=112,985 km | 33:56.27 | Phil Andrews    | Fredrik Ekblom  | Fredrik Ekblom   |
| 10   | Silverstone (Club)  | 22 settembre | 45   | 45x2,654=119,421 km | 38:21.02 | Jason Elliot    | Jason Elliot    | Fredrik Ekblom   |
| 11   | Donington           | 13 ottobre   | 30   | 30x4,023=120,701 km | 42:35.66 | Julian Westwood | Julian Westwood | Julian Westwood  |

### Classifica Piloti
- I punti vengono assegnati secondo lo schema seguente:

| Risultato | 1 | 2 | 3 | 4 | 5 | 6 |
| --------- | - | - | - | - | - | - |
| Punti     | 9 | 6 | 5 | 3 | 2 | 1 |

| Pos | Pilota             | OUL | DON | BRH | BRH | OUL | SNE | THR | DON | BRH | SIL | DON | Punti |
| --- | ------------------ | --- | --- | --- | --- | --- | --- | --- | --- | --- | --- | --- | ----- |
| 1   | Paul Warwick       | 1   | 1   | 1   | 1   | 1   |     |     |     |     |     |     | 45    |
| 2   | Fredrik Ekblom     | 7   | 4   | 5   | 4   | 4   | Rit | 6   | 1   | 1   | 1   | 4   | 42    |
| 3   | Julien Westwood    | 2   | 3   | 2   | Rit | 7   | Rit | 2   | 2   | 5   | 5   | 1   | 41    |
| 4   | Richard Dean       | Rit | 5   | 3   | 3   | 2   | 2   | Rit | Rit | 2   | 3   | 5   | 32    |
| 5   | Dave Coyne         |     |     |     | 2   | 6   | 1   | 1   | 8   | Rit | Rit | 9   | 25    |
| 6   | Phil Andrews       | 6   | 2   | 13  | Rit | 3   | Rit | 4   | Rit | 4   | 7   | 3   | 21    |
| 7   | Jérôme Policand    | Rit | 7   | 4   | Rit | Rit | 3   | 3   | 4   | Rit | 4   | 4   | 19    |
| 8   | Jason Elliot       |     |     |     |     |     |     |     | Rit | 3   | 2   | 2   | 16    |
| 9   | Marco Greco        | Rit | 6   | Rit | Rit | 5   | 5   | 5   | 3   | Rit | 8   | 10  | 11    |
| 10  | Gimax Jr.          | 3   | 13  | Rit | 6   | 11  | 6   | Rit | Rit | 6   | Rit |     | 7     |
| 11  | José Luis di Palma |     |     |     |     | 12  | 4   | 9   | 10  | Rit | 6   | 6   | 5     |
| 12  | Frédéric Gosparini | Rit | 8   | 8   | 5   | 8   | 8   | 8   | 5   | 7   | Rit | Rit | 4     |
| 13  | Harald Huysman     | 4   |     | 7   | Rit | 10  |     |     |     |     |     |     | 3     |
| 14  | Alain Plasch       | 5   | 10  | 6   | Rit |     |     | Rit | Rit |     | 10  |     | 3     |
| 15  | Eugene O'Brien     |     |     |     |     |     |     | 7   | 6   | 8   | Rit | 8   | 1     |
| 16  | Peter Olsson       |     |     |     |     |     | Rit | 10  | 7   | Rit | 9   | 7   | 0     |
| 17  | Luigi Giorgio      | Rit | 11  | 11  | Rit | NP  | 7   | Rit |     |     | Rit |     | 0     |
| 17  | Johan Raijamäki    |     |     |     | 7   |     | Rit | 11  |     |     | 11  |     | 0     |
| 19  | Robbie Stirling    | 8   | Rit | 9   | Rit | 13  | Rit |     |     |     |     |     | 0     |
| 20  | Ranieri Randaccio  |     | Rit |     | Rit | 15  |     |     | 9   | Rit |     |     | 0     |
| 21  | Giovanna Amati     | 9   | Rit |     |     |     |     |     |     |     |     |     | 0     |
| 21  | Tim Sugden         |     | 9   |     |     |     |     |     |     |     |     |     | 0     |
| 21  | Kenny Bräck        |     |     |     |     | 9   |     |     |     |     |     |     | 0     |
| 24  | Amato Ferrari      | Rit | Rit | 10  |     |     |     |     |     |     |     |     | 0     |
| 25  | David Button       |     | 12  |     | Rit |     |     |     |     |     |     |     | 0     |
| 25  | Carlos Guerrero    |     |     | 12  |     |     |     |     |     |     |     |     | 0     |
| 27  | Chris Goodwin      |     |     | 13  | Rit |     |     |     |     |     |     |     | 0     |
| 28  | Mark Newman        |     | Rit | 14  | Rit | 14  | NP  |     |     | Rit | Rit |     | 0     |
|     | Thierry Delubac    | Rit |     |     |     |     |     |     |     |     |     |     | -     |
|     | Mercedes Stermitz  |     |     |     |     | Rit |     |     |     |     |     |     | -     |
|     | Guido Basile       |     |     |     |     |     | Rit |     | Rit |     |     |     | -     |
|     | Mirko Savoldi      |     |     |     |     |     | Rit | Rit |     |     | Rit |     | -     |
|     | Gary Ayles         |     |     |     |     |     | Rit |     |     |     |     |     | -     |
|     | Perry McCarthy     |     |     | NP  |     |     |     |     |     |     |     |     | -     |
| Pos | Pilota             | OUL | DON | BRH | BRH | OUL | SNE | THR | DON | BRH | SIL | DON | Punti |

| Colore  | Risultato             |
| ------- | --------------------- |
| Oro     | Vincitore             |
| Argento | 2º posto              |
| Bronzo  | 3º posto              |
| Verde   | Finito a punti        |
| Blu     | Finito senza punti    |
| Viola   | Ritirato (Rit)        |
| Viola   | Non classificato (NC) |
| Rosso   | Non qualificato (NQ)  |
| Nero    | Squalificato (SQ)     |
| Bianco  | Non partito (NP)      |
| Bianco  | Non ha gareggiato     |
| Bianco  | Infortunato (INF)     |
| Bianco  | Escluso (ES)          |
| Bianco  | Gara cancellata (C)   |